# Clinopogon odontoferus
Clinopogon odontoferus là một loài ruồi trong họ Asilidae. Clinopogon odontoferus được Joseph & Parui miêu tả năm 1984. Loài này phân bố ở miền Ấn Độ - Mã Lai.